# Vendrey Ferenc
Vendrey Ferenc (eredeti neve: Aschermann Ferenc) (Sepsiszentgyörgy, 1858. június 26. – Budapest, 1940. július 2.) színész, komikus. Aschermann Ferenc (1821-1893) 1848-as ezredes fia.

## Életpályája
1877–1881 között a Színművészeti Akadémia hallgatója volt. 1881–1885 között, valamint 1894–1899 között Kolozsváron volt színész. 1886-ban a Nemzeti Színházban volt látható. 1887–1888 között Szegeden szerepelt. 1889–1890 között Aradon lépett fel. 1890–1891 között valamint 1893–1894 között Temesváron színészkedett. 1891-ben Székesfehérváron játszott. 1899–1916 között, valamint 1919–1922 között valamint 1931–1934 között a Vígszínház tagja volt. 1916–1917 között a Modern Színpad színművésze volt. 1923-ban, valamint 1927–1928 között és 1932–1933 között a Budapesti Operettszínház tagja volt. 1924–1925 között a Blaha Lujza Színházban volt látható. Nyugdíjas éveiben vendéglőt nyitott a Vígszínház mögött.
Sírja a Farkasréti temetőben található.

## Színházi szerepei
- Feydau: Osztrigás Mici....Tábornok
- Schubert-Berté: Három a kislány....Tschöll papa
- Bródy Sándor: Tanítónő....Kántor
- Kálmán Imre: Tatárjárás....Lohonyai

## Filmjei
- A táncz (1901)
- Víg özvegy (1912)
- Tata, mint dada (1912)
- Keserű szerelem (1912)
- Egy csók története (1912)
- Páter és Péter (1912)
- A csikós (1913)
- Jó éjt, Muki! (1915)
- Az alvajáró (1915)
- Masamód (1920)
- Egy dollár (1923)
- Egy fiúnak a fele (1924)
- Az elhagyottak (1925)
- A cigány (1925)
- Csárdáskirálynő (1927)
- Zsuzsanna és a vének (1928)
- A kék bálvány (1931)
- Mindent a nőért! (1934)
- Az iglói diákok (1935)
- Sportszerelem (1938)
- Azúrexpress (1938)
- Gyimesi vadvirág (1938)
- Megvédtem egy asszonyt (1938)
- Tiszavirág (1939)
- Keserű mézeshetek (1939)